# Syntonarcha iriastis
Syntonarcha iriastis là một loài bướm đêm trong họ Crambidae.